# Quiet Nights (Miles Davis-album)
Quiet Nights är ett musikalbum från 1963 med Miles Davis och Gil Evans orkester. Quiet Nights är det fjärde och sista albumet med Davis och Evans. Det gavs 1997 ut på cd med bonusspåret The Time of the Barracudas.

## Låtlista
1. Song No. 2 (Gil Evans/Miles Davis) – 1:40
2. Once Upon a Summertime (Michel Legrand/Eddie Barclay/Eddie Marnay/Johnny Mercer) – 3:28
3. Aos pés da Cruz (Marino Pinto/Nelson Gonçalves) – 4:19
4. Song No. 1 (Gil Evans/Miles Davis) – 4:37
5. Wait Till You See Her (Richard Rodgers/Lorenz Hart) – 4:06
6. Corcovado (Antônio Carlos Jobim/Gene Lees) – 2:45
7. Summer Night (Harry Warren/Al Dubin) – 6:04

Bonusspår på cd-utgåvan från 1997
1. The Time of the Barracudas (Gil Evans/Miles Davis) – 12:45

## Medverkande

### Spår 1–6
- Miles Davis – trumpet
- Gil Evans – arrangör, dirigent
- Shorty Baker, Bernie Glow, Louis Mucci, Ernie Royal – trumpet
- J.J. Johnson, Frank Rehak – trombon
- Ray Alonge, Don Corrado, Julius Watkins – valthorn
- Bill Barber – tuba
- Steve Lacy – sopransaxofon
- Albert Block – flöjt
- Ray Beckenstein, Jerome Richardson – träblås
- Garvin Bushell, Bob Tricarico – fagott
- Janet Putnam – harpa
- Paul Chambers – bas
- Jimmy Cobb – trummor
- Willie Bobo – bongotrummor
- Elvin Jones – slagverk

### Spår 7
- Miles Davis – trumpet
- George Coleman – tenorsaxofon
- Victor Feldman – piano
- Ron Carter – bas
- Frank Butler – trummor

### Spår 8
- Miles Davis – trumpet
- Gil Evans – arrangör, dirigent
- Dick Leith – bastrombon
- Bill Hinshaw, Art Maeba, Richard Perissi – valthorn
- Gene Cipriano, Paul Horn – träblås
- Fred Dutton – fagott
- Marjorie Call – harpa
- Herbie Hancock – piano
- Ron Carter – bas
- Tony Williams – trummor